# The Smoldering Spark
The Smoldering Spark est un film muet américain réalisé par Colin Campbell et sorti en 1917.

## Fiche technique
- Réalisation : Colin Campbell
- Scénario : Emmett C. Hall
- Date de sortie : États-Unis : 25 avril 1917

## Distribution
- Anna Dodge
- Bessie Eyton
- George Hernandez
- Herbert Rawlinson
- Tom Santschi